# Kita Mean
Kita Mean, nombre artístico de Nick Nash (14 de abril de 1986), es una drag queen de Nueva Zelanda, conocida por ser la anfitriona de House of Drag y por ganar la primera temporada de RuPaul's Drag Race Down Under , franquicia oceánica de RuPaul's Drag Race.

## Carrera profesional
Kita y Anita Wigl'it fueron jueces en el programa de competición de drag de Nueva Zelanda House of Drag de 2018 a 2020, donde se hicieron conocidas como el dúo Kita y Anita. Las dos artistas comenzaron un evento mensual llamado Drag Wars para que actúen las artistas drag locales neozelandesas y son copropietarias del Caluzzi Cabaret y Phoenix Venue en Auckland.
En marzo de 2021, Kita y Anita fueron anunciadas como competidoras en la primera temporada de RuPaul's Drag Race Down Under.  Kita ganó el desafío principal en el episodio 6, que implicó darle un cambio de imagen a un jugador de rugby y estuvo nominada entre las dos últimas en el episodio 7, enviando a casa a Elektra Shock tras un lip sync. El 19 de junio de 2021, RuPaul anunció a Kita Mean como la ganadora del programa.

## Filmografía

### Televisión
| Año  | Título                        | Papel                    | Notas                 |
| ---- | ----------------------------- | ------------------------ | --------------------- |
| 2018 | House of Drag                 | Ella misma (juez)        | Temporada 1           |
| 2020 | House of Drag                 | Ella misma (juez)        | Temporada 2           |
| 2021 | RuPaul's Drag Race Down Under | Ella misma (concursante) | Temporada 1, Ganadora |

| Predecesora: - | RuPaul's Drag Race Down Under 2021 | Sucesora: Spankie Jackzon |